# Holidays Czech Airlines
Holidays Czech Airlines war eine tschechische Charterfluggesellschaft mit Sitz in Prag und ein Tochterunternehmen der Czech Aeroholding. Die Gesellschaft hat den Flugbetrieb im Jahr 2014 eingestellt.

## Geschichte
Holidays Czech Airlines entstand im Jahr 1995 als nicht selbständige Abteilung der Czech Airlines und bot Pauschalreisen und verwandte Dienstleistungen an. Im Jahr 2010 wurde die Chartersparte als eigenständige Tochtergesellschaft ausgelagert. Sie betrieb danach eine eigene Flotte an Flugzeugen, die teilweise vom Mutterunternehmen stammten.

## Flugziele
Holidays Czech Airlines führte von Prag und Brünn aus Charterflüge zu Urlaubszielen in Spanien, Griechenland, Türkei, Irland und Kap Verde durch. Zudem wurden mehrere Airbus A320 ab Dezember 2011 für Iceland Express von Reykjavík aus eingesetzt, weil deren bisherige Partnergesellschaft Astraeus den Flugbetrieb eingestellt hatte.

## Flotte
Mit Stand Juli 2013 bestand die Flotte der Holidays Czech Airlines aus vier Flugzeugen mit einem Durchschnittsalter von 6,9 Jahren:
- 4 Airbus A320-200 (je 2 betrieben für Travel Service Slovakia und Czech Airlines)